# Candy (singel Aggro Santosa)
Candy to debiutancki singel brytyjskiego rapera Aggro Santosa nagrany wspólnie z amerykańską piosenkarką Kimberly Wyatt na debiutancki album artysty zatytułowany Aggro Santos.com. Utwór został wydany 3 maja 2010 roku. Napisany przez Aggro Santosa, Josefa Larossi, Andreasa Romdhane i Viktorię Hansen, a wyprodukowany przez Quiz & LaRossi. Singel ukazał się także na soundtracku do brytyjskiego filmu muzycznego StreetDance 3D.

## Lista utworów

### Candy EP
1. "Candy" (Radio Edit) - 3:00
2. "Candy" (Crazy Cousin Remix) - 4:05
3. "Candy" (Tweakz Remix) - 3:50